# Le Samyn 2024
De Belgische eendagswielerwedstrijd Le Samyn vond in 2024 plaats op 27 februari. Er was zowel een mannen- als een vrouweneditie van deze wedstrijd. De wedstrijd was bij de mannen en de vrouwen onderdeel van de Lotto Cycling Cup 2024.

## Mannen
Bij de mannen werd de 55e editie verreden van deze wedstrijd. Titelverdediger was Milan Menten. Deze editie werd gewonnen door zijn landgenoot Laurenz Rex. De finalesprint om de eindzege was op de laatste meters een strijd tussen Rex en de Portugees António Morgado. De uitkomst van deze sprint resulteerde in een fotofinish waar duidelijk werd dat Rex de winnaar was.
De wedstrijd werd, net als bij de vrouwen, verreden tussen Quaregnon en Dour en had een totale lengte van 204.3 kilometer. De wedstrijd was onderdeel van de UCI Europe Tour 2024.

### Uitslag
| Plaats  | Naam               | Ploeg                           | tijd     |
| ------- | ------------------ | ------------------------------- | -------- |
| Winnaar | Laurenz Rex        | Intermarché-Wanty               | 4u38'40" |
| 2       | António Morgado    | UAE Team Emirates               | z.t.     |
| 3       | Jenthe Biermans    | Arkéa-B&B Hotels                | z.t.     |
| 4       | Rasmus Tiller      | Uno-X Mobility                  | z.t.     |
| 5       | Timo Kielich       | Alpecin-Deceuninck              | z.t.     |
| 6       | Jens Reynders      | Bingoal WB                      | z.t.     |
| 7       | Alexandre Delettre | St Michel-Mavic-Auber93         | z.t.     |
| 8       | Laurence Pithie    | Equipe Continental Groupama-FDJ | z.t.     |
| 9       | Amaury Capiot      | Arkéa-B&B Hotels                | z.t.     |
| 10      | Vito Braet         | Intermarché-Wanty               | z.t.     |

## Vrouwen
De veertiende editie van deze wedstrijd bij de vrouwen werd eveneens verreden tussen Quaregnon en Dour. Ten opzichte van de mannenwedstrijd was die bij de vrouwen 114.8 kilometer lang. Titelverdedigster was Marta Bastianelli die de wedstrijd als eerste Italiaanse op haar naam schreef, bij deze editie in 2024 was het haar landgenoot Vittoria Guazzini die wist te zegevieren.

### Uitslag
| Plaats  | Naam                      | Ploeg                     | tijd     |
| ------- | ------------------------- | ------------------------- | -------- |
| Winnaar | Vittoria Guazzini         | FDJ-Suez                  | 3u02'47" |
| 2       | Anniina Ahtosalo          | Uno-X Mobility            | z.t.     |
| 3       | Christina Schweinberger   | Fenix-Deceuninck          | z.t.     |
| 4       | Karlijn Swinkels          | UAE Team ADQ              | z.t.     |
| 5       | Anneke Dijkstra           | VolkerWessels             | + 2"     |
| 6       | Aude Biannic              | Movistar Team             | + 4"     |
| 7       | Charlotte Kool            | Team dsm-firmenich PostNL | + 6"     |
| 8       | Thalita de Jong           | Lotto Dstny Ladies        | z.t.     |
| 9       | Victoire Berteau          | Cofidis                   | z.t.     |
| 10      | Maria Giulia Confalonieri | Uno-X Mobility            | z.t.     |